# 周文謨 (清朝)
真福周文谟神父（韓語：주문모，1752年—1801年4月19日），洗礼名雅各伯，出生于江苏昆山，是一位在朝鲜王朝传教的中国天主教殉道者。
周文谟早年在天主教北京教区神学院学习，后晋铎为神父。北京教区1790年派澳门人吴约翰抵达中朝边境凤凰城，未得朝鲜教徒迎接而折返。1793年，权哲身派燕行使译官尹有一、池璜再次恳请派神父，1794年，北京教区主教汤士选因其外貌与朝鲜人相似而派遣他前往朝鲜传教，是中国天主教向朝鲜所派的第一位传教士。他在中朝边境滞留10个月后，得尹有一、池璜等人的迎接化装成朝鲜人，于1795年初潜入朝鲜境内傳教。此后他在朝鲜积极开展传教活动，为初创期的朝鲜教会了做出了很大贡献。
1795年夏，朝鲜背教者韩永益告密周文谟入朝，信徒崔仁吉护送周文谟避居忠清道连山的李步玄家中，自己则扮作神父，与尹有一、池璜一同被捕，三人被打死于捕盗厅。数月后，周文谟又潜居汉城女信徒姜完淑家，继续传教。1801年，朝鲜政府发动辛酉邪狱，开始大规模迫害天主教徒。最初他决定逃回中国，但后来考虑其逃脱会使政府加大对朝鲜教徒的镇压力度，于是他决定在汉阳投案自首，期望以此终止对教徒的镇压。最终他被处以绞刑。
2014年8月16日，教宗方济各在韩国首尔为包括周文谟神父在内的124位韩国殉道者举行宣福礼。